# نادي المصيف
نادي المصيف الرياضي نادٍ رياضي سعودي، من قرية الشعف إحدى مراكز منطقة عسير جنوب السعودية يلعب في الدوري السعودي الدرجة الثالثة.

## تاريخه
تأسس بموجب قرار الرئيس العام لرعاية الشباب في ذلك الوقت الأمير فيصل بن فهد رقم 18286 في العاشر من شوال عام 1404هـ وقام بتأسيس النادي عدد من محبي الرياضة بمركز الشعف والواديين , كما يمتلك مقراً بجهود ذاتية, يقع نادي المصيف في مركز الشعف جنوب مدينة أبها بمنطقة عسير والذي يبعد عنها بمسافة خمسة وثلاثين كيلو متراً.
ويعد النادي من أشهر وأعرق أندية منطقة عسير منافس قوي في جميع الألعاب التي يحتضنها النادي وخصوصاً كرة القدم على مستوى منطقة عسير, نرى أن نادي المصيف الذي لايزال مستمر ويبحث عن إنجاز وخصوصا في كرة القدم والتي كان له جولات في دورات الصعود الا ان الحظ وقف في طريق هذا النادي الذي يعتمد على مجهودات لاعبيه الذاتية الا انه ومنذ انشائه وهو لايزال صامدا امام جميع المتغيرات وطموح أبناء المصيف لاحدود لها وقد تعاقب على هذا النادي عدة ادارات كل إدارة تسعى إلى مواصلة عمل سابقتها وكل من يعرف المصيف يذكر بانه النادي النموذجي على مستوى اندية المنطقة رغم وجوده بين اندية الظل وخلال هذا التقرير سوف نوضح أهم الإنجازات بما فيها ملعب كرة القدم الذي عمل بمجهودات ذاتية وتمت زراعته بالعشب الزراعي ويعد من أفضل ملاعب منطقة عسير من حيث جودة ارضيته وتستخدمه جميع الأندية الكبيرة التي تقيم معسكراتها في المنطقة فترة الصيف إلى جانب المنتخبات الوطنية وكان من الملاعب الرئيسية التي استخدمت ابان إقامة دورات الصداقة في ابها إلى جانب إقامة صالة كبيرة للالعاب المختلفة وكل هذا بجهود ذاتية تسجل لجميع أبناء النادي. 

## الألعاب المسجلة بالنادي
1. كرة القدم (درجة أولى – أولمبي – شباب - ناشئين).
2. كرة الطائرة (درجة أولى – شباب - ناشئين).
3. كرة التنس الأرضي (درجة أولى – شباب - ناشئين).
4. كرة الطاولة (درجة أولى – شباب - ناشئين).
5. السباحة (درجة أولى – شباب - ناشئين).
6. التايكوندو (درجة أولى – شباب - ناشئين).

## حسابات النادي في مواقع التواصل الإجتماعي
- توتير

https://twitter.com/almaseefsport?s=09
- انستقرام

http://i.instagram.com/almaseefsport/